# Calliphora nigribarbis
Calliphora nigribarbis är en tvåvingeart som beskrevs av Smellen van Vollenhoven 1863. Calliphora nigribarbis ingår i släktet Calliphora och familjen spyflugor. Inga underarter finns listade i Catalogue of Life.